# Jean Langlais
Jean Langlais (čti: žán lang-lé), plným jménem Jean François Hyacinthe Langlais (15. února 1907 La Fontenelle – 8. května 1991 Paříž), byl francouzský varhaník, improvizátor, hudební pedagog a hudební skladatel. Jeho dílo tvoří převážně mešní kompozice a varhanní skladby často založené na gregoriánských tématech posílených polymodálními harmoniemi.

## Život

### Mládí a studium
Narodil se 15. února 1907 v 11 hodin večer v bretaňské obci La Fontenelle nedaleko Mont Saint-Michel jako Jean-François-Hyacinthe Langlais. Jeho rodiči byli Jean Langlais, šestadvacetiletý kameník a Flavie Cantová, čtyřiadvacetiletá švadlena. Celá jejich rodina žila v chudobě a obývala domek přilepený k hřbitovní zdi, kde se právě Jean Langlais narodil. Jeho rodiče měli celkem čtyři potomky – krom nejstaršího Jeana ještě dceru Flavii (* 20. května 1915) a dva syny: Louise (1920-1970) a Henriho (1925-1972). První příznaky počínající slepoty se u Jeana Langlaise začaly objevovat již v šesti měsících a ač se lékaři z remešské nemocnice pokusili o operaci očí, ve dvou letech se u něj projevila plná slepota. Od šesti let začal navštěvoval fontenellskou základní školu, ale v listopadu 1917 začal studovat na znovu otevřeném pařížském Národním institutu pro slepou mládež (Institut national des jeunes aveugles), neboť v malé vesnické škole neměl možnost naučit se číst a psát v Braillově písmu. Tato finančně náročná studia mu financoval jeho strýc, commandant Jules Langlais. Na konci války v roce 1918 dostal Jean Langlais španělskou chřipku, kterou jako zázrakem přežil.
V Institutu pro slepou mládež v Paříži nejprve Langlais studoval hru na klavír u přítele Louise Vierna, Maurice Blazyho (1873–1934) a hru na housle u Rémyho Claverse, Gigoutova žáka, harmonii Langlaise vyučoval Albert Mahaut. V roce 1923 pak vstoupil na Institutu do třídy varhan a kompozice André Marchala, taktéž Gigoutova žáka. Pedálovou techniku Langlais pod jeho vedením budoval dle učebnice Adolpha Martyho, taktéž slepého varhaníka, manuálovou techniku dle metody Jacquese Lemmense. Od roku 1923 taktéž začal Jean Langlais pomalu komponovat, nejprve jen klavírní skladbičky či písně. Díky André Marchalovi se v roce 1927 dostal Jean Langlais na pařížskou konzervatoř do varhanní třídy Marcela Duprého spolu se svým spolužákem z Institutu Gastonem Litaize, Olivierem Messiaenem, Henrim Cabié a dalšími. U Duprého kromě varhanní interpretace společně studovali i fugu a improvizaci dle gregoriánského chorálu. U zkoušek na konci jeho prvního školního roku na pařížské konzervatoři v červnu 1928 Langlais propadl. Podobně dopadl i jeho spolužák Litaize. Tehdy ale Jean Langlais získal první cenu u zkoušek z kompozice za své Preludium a fugu As dur. Od října 1928 pak Langlais studoval na konzervatoři ještě improvizaci fugy u Noëla Gallona. Na konci tohoto školního roku získal z varhan Langlais druhou cenu, z kompozice pak opět cenu první, tentokráte za svých Šest preludií, jež ocenil i Louis Vierne. Na konci roku 1929 začal Langlais navštěvovat klavírní hodiny u Lazara Lévyho, neboť se připravoval na konkurs o místo pedagoga na Institutu po odchodu Adolpha Martyho do důchodu.
Konkurs skládající se nejen ze hry na varhany a improvizace, ale i z klavírní a houslové hry vyhrál a 3. dubna 1930 byl jmenován profesorem-aspirantem ve výcviku (aspirant-professeur stagiaire). Na konci školního roku 1929–1930 pak Langlais získává první cenu z varhanní hry a Cenu Alexandra Guilmanta ve výši 500 franků. Ve věku 23 let zakončil svá studia u Marcela Duprého na pařížské konzervatoři vskutku důstojně.
V roce 1934 začal studovat kompozici u Paula Dukase, pod jehož vedením přepsal pro orchestr dvě svá, původně varhanní, díla – část "Narození" (La Nativité) z cyklu Poèmes Evangéliques a Te Deum z cyklu Trois Paraphrases Grégoriennes. Krom toho získal po studiích improvizace u Charlese Tournemira roku 1931 cenu spolku přátel varhan (Prix des Amis de l’Orgue).